# ジャマール・クロフォード
アーロン・ジャマール・クロフォード（Aaron Jamal Crawford 1980年3月20日 - ）は、アメリカ合衆国ワシントン州シアトル出身の元プロバスケットボール選手。ポジションはシューティングガード。NBA史上最多タイとなる3度のシックスマン賞を受賞した。

## 経歴

### カレッジ
地元のレイニアー・ビーチ高等学校を卒業後、ミシガン大学に進学。1年間プレーした後にアーリーエントリーを表明した。

### シカゴ・ブルズ
2000年のNBAドラフトでクリーブランド・キャバリアーズから全体8位で指名を受けたが、直後にクリス・ミームと交換でシカゴ・ブルズに権利が移り、プロのキャリアをスタートさせた。
初年度は67試合に出場し主にポイントガードとしてプレーした。2年目となる2001-02シーズンはシーズン前に左膝の前十字靭帯を断裂してしまい、23試合の出場に留まった。3年目に80試合中31試合に先発すると、翌2003-04シーズンはシューティングガードにコンバートされ73試合に先発出場、チーム最高の1試合平均17.3得点を挙げるなど主力選手として活躍した。

### ニューヨーク・ニックス
2004年8月にサイン・アンド・トレードでジェローム・ウィリアムスと共にニューヨーク・ニックスに移籍した。

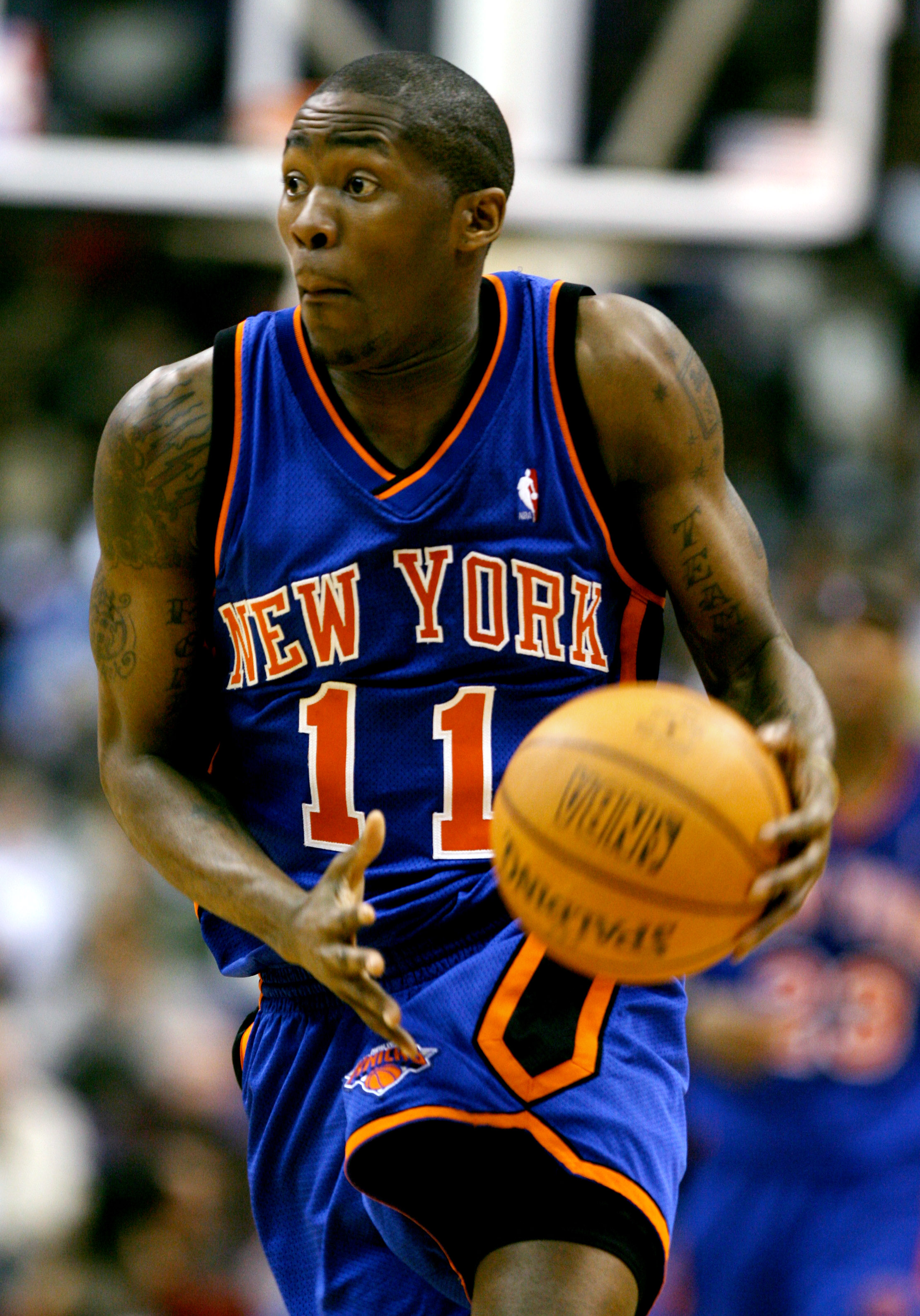
ニックス時代
(2007年)

ニックス初年度は先発で出場する機会が多く自己最高の平均17.7得点をマークしたが不安定さ、ディフェンスの悪さは改善されず、2年目以降は主にベンチから起爆剤として起用されるようになった。しかし2007-08シーズンにはアイザイア・トーマスHCと先発ガードのステフォン・マーブリーが諍いを起こしている間に、自身は出場した全試合に先発出場を果たし、チームトップとなる平均20.6得点をあげた。

### ゴールデンステート・ウォリアーズ
2008-09シーズン開幕直後にアル・ハリントンとのトレードでゴールデンステート・ウォリアーズへ移籍した。

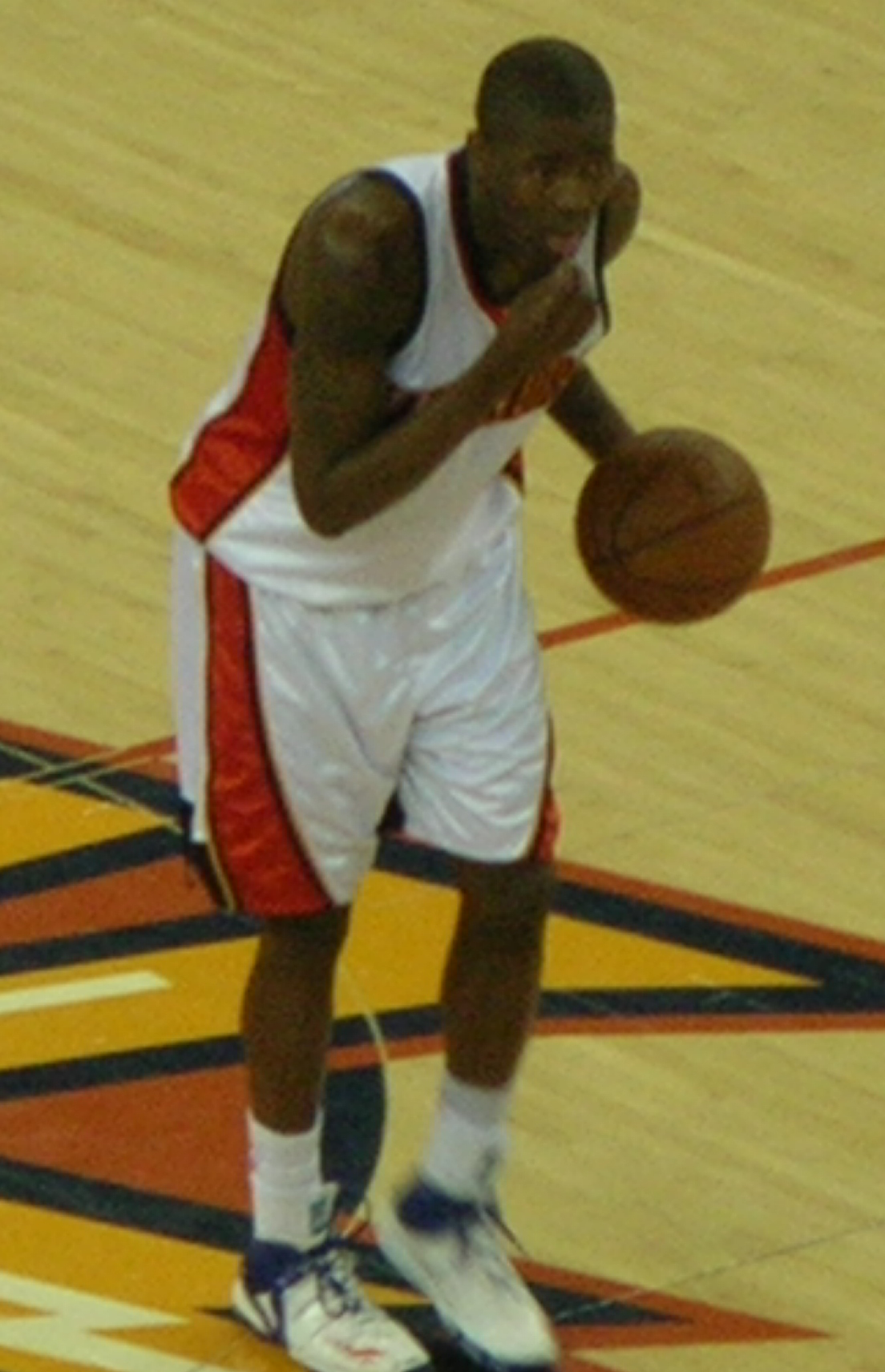
ウォリアーズ時代
(2009年)

ウォリアーズでも持ち前の得点力を発揮し、12月20日のシャーロット・ボブキャッツ戦で50得点をあげ、異なる3つのチームで50得点以上を記録した史上4人目の選手となったが、ドン・ネルソンHCとソリが会わず、オフにはアトランタ・ホークスに放出された。

### アトランタ・ホークス
ホークス移籍後はマイク・ウッドソンHCの提案でシックスマンに転向。これが功を奏し2009-10シーズンは初のNBAシックスマン賞を受賞した。

### ポートランド・トレイルブレイザーズ
2011年12月15日にポートランド・トレイルブレイザーズと2年契約を結んだ。2012年オフにプレイヤーオプションを破棄してFAとなった。

### ロサンゼルス・クリッパーズ
2012年7月11日にロサンゼルス・クリッパーズと契約した。自身3回目のNBAシックスマン賞を受賞した。

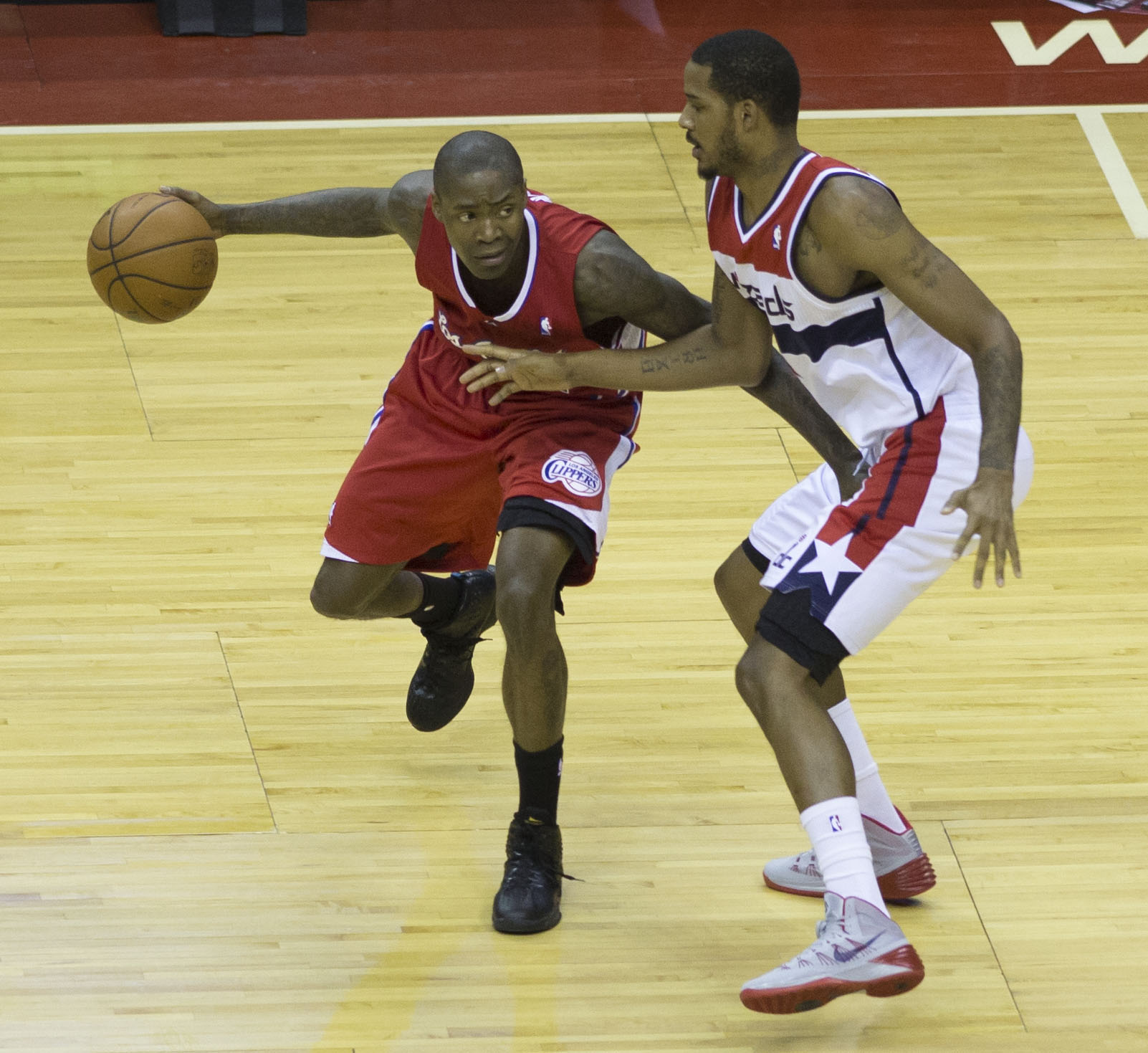
トレバー・アリーザとのマッチアップ
(2013年)

2017年2月6日にNBA史上6人目のスリーポイント2000回成功を達成した。7月7日にダニーロ・ガリナリのサイン・アンド・トレードの一環でホークスへ放出され、その後バイアウトに合意しFAとなった。

### ミネソタ・ティンバーウルブズ
2017年7月19日にミネソタ・ティンバーウルブズと2年890万ドルで契約した。
2017-18シーズンオフにプレイヤーオプションを破棄してFAとなった。

### フェニックス・サンズ
2018年10月17日にフェニックス・サンズと契約した。2019年4月9日、ダーク・ノヴィツキーの引退試合であったダラス・マーベリックス戦にて51得点を記録した。

### ブルックリン・ネッツ
2019-2020シーズンは無所属のまま過ごしていたが、新型コロナウイルスの影響でシーズンが中断していた2020年7月に、コロナウイルス感染者が続出し戦力が大幅にダウンしたブルックリン・ネッツと契約した。シーズン再開後、8月4日のミルウォーキー・バックス戦にて1年4ヶ月ぶりに公式戦に復帰し、史上29人目となる40歳以上のNBA選手、また史上8人目となるNBAで20シーズン以上プレーした選手となった。しかし、この試合の途中にハムストリングを痛めて離脱し、以降は出場することなくシーズンを終えた。結果的にこの試合がNBAで出場した最後の公式戦となった。

### 現役引退へ
2020-21シーズンはどのチームにも属さなかったがNBA復帰を目指し、2021年7月には自らが主催したプロアマ混合リーグに参加して2試合で101得点を記録するなど健在ぶりをアピールしていたが、NBAチームから契約のオファーが来ることはなかった。
その後、2022年3月20日に自身のTwitterにて現役引退を発表した。

## 個人成績

### NBA

#### レギュラーシーズン
| シーズン | チーム | GP    | GS  | MPG  | FG%  | 3P%  | FT%  | RPG | APG | SPG | BPG | PPG  |
| -------- | ------ | ----- | --- | ---- | ---- | ---- | ---- | --- | --- | --- | --- | ---- |
| 2000–01  | CHI    | 61    | 8   | 17.2 | .352 | .350 | .794 | 1.5 | 2.3 | .7  | .2  | 4.6  |
| 2001–02  | CHI    | 23    | 6   | 20.9 | .476 | .448 | .769 | 1.5 | 2.4 | .8  | .2  | 9.3  |
| 2002–03  | CHI    | 80    | 31  | 24.9 | .413 | .355 | .806 | 2.3 | 4.2 | 1.0 | .3  | 10.7 |
| 2003–04  | CHI    | 80    | 73  | 35.1 | .386 | .317 | .833 | 3.5 | 5.1 | 1.4 | .4  | 17.3 |
| 2004–05  | NYK    | 70    | 67  | 38.4 | .398 | .361 | .843 | 2.9 | 4.3 | 1.3 | .3  | 17.7 |
| 2005–06  | NYK    | 79    | 27  | 32.3 | .416 | .345 | .826 | 3.1 | 3.8 | 1.1 | .2  | 14.3 |
| 2006–07  | NYK    | 59    | 36  | 37.3 | .400 | .320 | .838 | 3.2 | 4.4 | 1.0 | .1  | 17.6 |
| 2007–08  | NYK    | 80    | 80  | 39.9 | .410 | .356 | .864 | 2.6 | 5.0 | 1.0 | .2  | 20.6 |
| 2008–09  | NYK    | 11    | 11  | 35.6 | .432 | .455 | .761 | 1.5 | 4.4 | .8  | .0  | 19.6 |
| 2008–09  | GSW    | 54    | 54  | 38.6 | .406 | .338 | .889 | 3.3 | 4.4 | .9  | .2  | 19.7 |
| 2009–10  | ATL    | 79    | 0   | 31.1 | .449 | .382 | .857 | 2.5 | 3.0 | .8  | .2  | 18.0 |
| 2010–11  | ATL    | 76    | 0   | 31.1 | .421 | .341 | .854 | 1.7 | 3.2 | .8  | .2  | 14.2 |
| 2011–12  | POR    | 60    | 6   | 26.9 | .384 | .308 | .927 | 2.0 | 3.2 | .9  | .2  | 13.9 |
| 2012–13  | LAC    | 76    | 0   | 29.3 | .438 | .376 | .871 | 1.7 | 2.5 | 1.0 | .2  | 16.5 |
| 2013–14  | LAC    | 69    | 24  | 30.3 | .416 | .361 | .866 | 2.3 | 3.2 | .9  | .2  | 18.6 |
| 2014–15  | LAC    | 64    | 4   | 26.6 | .396 | .327 | .901 | 1.9 | 2.5 | .9  | .2  | 15.8 |
| 2015–16  | LAC    | 79    | 5   | 26.9 | .404 | .340 | .904 | 1.8 | 2.3 | .7  | .2  | 14.2 |
| 2016–17  | LAC    | 82    | 1   | 26.3 | .413 | .360 | .857 | 1.6 | 2.6 | .7  | .2  | 12.3 |
| 2017–18  | MIN    | 80    | 0   | 20.7 | .415 | .331 | .903 | 1.2 | 2.3 | .5  | .1  | 10.3 |
| 2018–19  | PHX    | 64    | 0   | 18.9 | .397 | .332 | .845 | 1.3 | 3.6 | .5  | .2  | 7.9  |
| 2019–20  | BKN    | 1     | 0   | 6.0  | .500 | .500 | ---  | 0.0 | 3.0 | .0  | .0  | 5.0  |
| Career   | Career | 1,327 | 433 | 29.4 | .410 | .348 | .862 | 2.2 | 3.4 | .9  | .2  | 14.6 |

#### プレーオフ
| シーズン | チーム | GP | GS | MPG  | FG%  | 3P%  | FT%   | RPG | APG | SPG | BPG | PPG  |
| -------- | ------ | -- | -- | ---- | ---- | ---- | ----- | --- | --- | --- | --- | ---- |
| 2010     | ATL    | 11 | 0  | 31.9 | .364 | .360 | .845  | 2.7 | 2.7 | .8  | .1  | 16.3 |
| 2011     | ATL    | 12 | 0  | 29.8 | .394 | .350 | .824  | 1.3 | 2.5 | .8  | .3  | 15.4 |
| 2013     | LAC    | 6  | 0  | 26.8 | .387 | .273 | 1.000 | 2.0 | 1.7 | .5  | .2  | 10.8 |
| 2014     | LAC    | 13 | 0  | 24.1 | .398 | .342 | .886  | 1.5 | 2.0 | .9  | .2  | 15.5 |
| 2015     | LAC    | 14 | 0  | 27.1 | .360 | .243 | .867  | 2.1 | 1.9 | .9  | .2  | 12.7 |
| 2016     | LAC    | 6  | 1  | 33.2 | .379 | .190 | .880  | 2.2 | 2.2 | 1.7 | .0  | 17.3 |
| 2017     | LAC    | 7  | 0  | 27.9 | .422 | .240 | 1.000 | 1.4 | 1.9 | .6  | .1  | 12.6 |
| Career   | Career | 69 | 1  | 28.4 | .383 | .302 | .870  | 1.9 | 2.2 | .9  | .2  | 14.5 |

### カレッジ
| シーズン  | チーム   | GP | GS | MPG  | FG%  | 3P%  | FT%  | RPG | APG | SPG | BPG | PPG  |
| --------- | -------- | -- | -- | ---- | ---- | ---- | ---- | --- | --- | --- | --- | ---- |
| 1999–2000 | ミシガン | 17 | 15 | 33.9 | .412 | .327 | .784 | 2.8 | 4.5 | 1.1 | .9  | 16.6 |

## プレースタイル
好不調の波が激しくディフェンスも苦手であるが、短時間のプレータイムでゲームの流れを所属チームに引き寄せる能力が必要なシックスマンは、プレーに波が出にくい事もあり、シックスマンに極めて高い適性をもつ選手である。
多彩なムーブから相手の膝を砕く優れた1on1スキルを持ったスコアラーであり、2007年1月にはキャリアハイとなる52得点を記録するなど爆発力もある。クロスオーバーからのペネトレイトや3ポイントシュートなど得点オプションは豊富。またポイントガードを務める事もできる。近年ではクラッチシューターとしても活躍しチームを引っ張る存在になっている。ディフェンス力には依然として課題が残るものの、ホークスに移籍して以降はオフェンス特化型のシックスマンとしてチームに欠かせない存在となっている。
4ポイントプレー（3ポイントシュート及び、ファウルを受けたフリースローを決めて4得点をあげるプレー）を24回成功させており、これまでレジー・ミラーが持っていた記録を更新した。

## その他
- 大学時代、ブルズ時代に背番号「1」を付けていたが、ニックスではアンファニー・ハーダウェイが「1」を付けていた為、球団社長のアイザイア・トーマスに敬意を表する形で「11」を選んだ。
- 高校時代の背番号「23」は高校の永久欠番になっている。
- 同じ高校出身のネイト・ロビンソンと親しく、2006年のダンクコンテスト前には、スパッド・ウェブを飛び越えてダンクするよう提案した。
- シカゴ・ブルズ、ニューヨーク・ニックス、ゴールデンステート・ウォリアーズ、フェニックス・サンズと、いずれのチーム在籍時にも50得点以上を記録している[10]。